# Недбаївська сільська рада
Недбаївська сільська рада — колишня адміністративно-територіальна одиниця та орган місцевого самоврядування в Пулинському, Соколовському, Новоград-Волинському районах і Новоград-Волинській міській раді Волинської округи, Київської й Житомирської областей Української РСР з адміністративним центром у селі Недбаївка.

## Населені пункти
Сільській раді на час ліквідації були підпорядковані населені пункти:
- с. Вироби
- с. Недбаївка

## Населення
Кількість населення ради, станом на 1923 рік, становила 1 138 осіб, кількість дворів — 137.
Кількість населення сільської ради, станом на 1924 рік, становила 1 025 осіб.
Кількість населення ради, станом на 1931 рік, становила 1 031 особу.

## Історія та адміністративний устрій
Створена 1923 року в складі колоній Недбаївка, Лагульськ та урочища Кривці Курненської волості Новоград-Волинського повіту Волинської губернії. 18 лютого 1923 року, відповідно до рішення Волинської ГАТК (протокол № 1 «Про об'єднання населених пунктів у сільради, зміну складу і центрів сільрад»), підпорядковано кол. Нова Рудня, пропущену при складанні попередніх списків; урочище Кривці передано до складу Яблунської сільської ради Курненської волості. 7 березня 1923 року включена до складу новоствореного Пулинського району Житомирської (згодом — Волинська) округи. 24 серпня 1923 року, відповідно до рішення Волинської ГАТК (протокол № 4 «Про зміни границь в межах округів, районів і сільрад», до складу ради включено кол. Вируби-Амалинські (згодом — Вироби) Улашанівської сільської ради Пулинського району. 23 лютого 1924 року, відповідно до рішення Волинської ГАТК (протокол № 7/2 «Про зміни меж, округів, районів та сільрад»), кол. Нову Рудню підпорядковано Соколовській сільській раді Пулинського району. 23 травня 1928 року затверджена як німецька національна сільська рада. 20 червня 1930 року передана до складу Соколовського району Волинської округи. 15 вересня 1930 року, відповідно до постанови ВУЦВК та РНК УСРР «Про ліквідацію округ та перехід на двоступеневу систему управління», сільську включено до складу Новоград-Волинського району Української СРР. 1 червня 1935 року, відповідно до постанови Президії ЦВК Української СРР «Про порядок організації органів радянської влади в новоутворених округах», передана до складу Новоград-Волинської міської ради Київської області.
Станом на 1 вересня 1946 року сільська рада входила до складу Новоград-Волинської міської ради Житомирської області, на обліку в раді перебували села Вироби та Недбаївка.
У 1954 році с. Лагульськ передане до складу Варварівської сільської ради Новоград-Волинської міської ради.
Ліквідована 11 серпня 1954 року, відповідно до указу Президії Верховної ради Української РСР «Про укрупнення сільських рад по Житомирській області», територію та населені пункти ради приєднано до складу Поліянівської сільської ради Новоград-Волинської міської ради Житомирської області.